# Lennart Petersson
Lennart "Leddet" Petersson (även stavat Pettersson), född 27 januari 1936, död 23 oktober 2015, var en svensk handbollsspelare, fotbollsspelare (centerhalv) och ishockeyspelare. Han spelade 4 U-landskamper och gjorde 18 mål åren 1958–1959 samt 2 A-landskamper (4 mål) för Sveriges landslag år 1960. Vid sidan av idrottskarriären arbetade han som el-montör.
I Växjö BK:s handbollslag spelade Petersson tillsammans med sina bröder Kjell-Åke "Charlie" Petersson och Rune Petersson. Den förstnämnde spelade han också tillsammans med i Helsingsborgsklubben Vikingarnas IF under en säsong.
Den 18 april 1959 avgjorde Petersson finalen av Europacupen (nuvarande Champions League) för Redbergslids IK mot västtyska Frisch Auf Göppingen, som spelades i Paris. Han blev bästa målskytt och utsedd till finalens bästa spelare. Finalen föranleddes av att Petersson egentligen redan hade lämnat klubben och flyttat tillbaka hem till Växjö, för att spela ishockey. Men han följde ändå med, efter att ha anslutit till laget på tåget i Halmstad. I Europacupens tre matcher; kvartsfinalen mot ASPOM Bordeaux, semifinalen mot Helsingør IF och finalen mot Göppingen, gjorde Petersson totalt 16 mål.

## Handbollsklubbar
- Växjö BK (–1958)
- Redbergslids IK (1958–1959)
- Växjö BK (1959?–1962)
- Vikingarnas IF (1962–1963)
- IF Hallby (?–?)

## Fotbollsklubbar
- Östers IF

## Ishockeyklubbar
- Växjö IK (1956–1958)
- Furås BoIF (1958–1959)
- Växjö IK (1959–1961, 1962–1965)
- Östers IF

## Meriter
- Europacupmästare 1959 (nuvarande Champions League) med Redbergslids IK